# (3002) Delasalle
(3002) Delasalle (1982 FB3) est un astéroïde de la ceinture principale découvert le 20 mars 1982 par Henri Debehogne à l'observatoire de La Silla.